# طحان
الطحّان هو الشخص الذي يُدير مطحنة حبوب؛ وهي آلة تُستخدم لطحن الحبوب مثل الذرة أو القمح، وذلك لإنتاج الدقيق. يُعد الطحن من أقدم المهن التي مارسها الإنسان. يٌلقب باسم "ميلر" و"ميلن"، وكذلك ما يعادلها في لغات أخرى حول العالم، مثل " ميلنيك " في الروسية والبيلاروسية والأوكرانية، "ميونير" في الفرنسية، "مولر" أو "مولر" في الألمانية ، "مولدر" و"مولينار" في الهولندية، "مولنار" في المجرية، "مولينرو" في الإسبانية، "مولينارو " أو "موليناري" في الإيطالية، "ملينار" في اللغات السلافية الجنوبية. كانت المطاحن موجودة في مجتمعات الصيادين وجامعي الثمار، وفي وقت لاحق كان المطاحن مهمة لتطور الزراعة.
المواد التي تطحنها المطاحن غالبا ما تكون مواد غذائية وخاصة الحبوب. إن الطحن الفعلي للطعام يسمح بهضم العناصر الغذائية بشكل أسهل ويقلل من تآكل الأسنان. يمكن معالجة المواد غير الغذائية المطلوبة في صورة مسحوق ناعم، مثل مواد البناء، بواسطة المطاحن.

## حجر الرحى
كانت الأداة الأساسية التي استخدمها الطحّان هي حجر الرحى، وهو ببساطة حجر كبير ثابت يستخدم كقاعدة وحجر آخر متحرك يُشغل يدويًا، على غرار الهاون والمدقة. مع تطور التكنولوجيا وأحجار الرحى ( حجر الأساس والطحين )، طُورت آلات أكثر تعقيدًا مثل طواحين المياه وطواحين الهواء للقيام بأعمال الطحن. استغلت هذه المطاحن مصادر الطاقة المتاحة بما في ذلك الطاقة الحيوانية، والمياه، والرياح والكهرباء. تُعد المطاحن من أقدم المصانع في تاريخ البشرية، لذا فإن المصانع التي تصنع سلعًا أخرى تُعرف أحيانًا بالمطاحن، على سبيل المثال، مصانع القطن ومصانع الصلب. يُطلق على عمال المصانع أيضًا اسم المطاحن. في اسكتلندا قبل الإصلاح الديني، كان يُنقش الرينْد في كثير من الأحيان على شواهد قبور المطاحن كرمز لتجارتهم.

## حالة
في المجتمع الريفي التقليدي، غالبا ما يكون صاحب الطحّان أكثر ثراءً من الفلاحين العاديين، وهو ما قد يؤدي إلى الغيرة. غالبًا ما يُتهم أصحاب المطاحن بالارتباط باللصوص، وكانوا هدفًا لأعمال شغب الخبز في أوقات المجاعة. وعلى العكس من ذلك، قد يكون أصحاب المطاحن في وضع أقوى في مواجهة أصحاب الأراضي الإقطاعيين مقارنة بالفلاحين العاديين.

## كرنفال
يقام الكرنفال التقليدي سنويًا في مدينة إيفريا بإيطاليا تخليدًا لذكرى "موجنايا" ابنة الطحّان الشجاعة التي يُفترض أنها رفضت السماح لدوق محلي بممارسة حقه في الليلة الأولى، وشرعت في قطع رأس الدوق وإشعال ثورة. ومهما كانت صحة القصة من الناحية التاريخية، فمن المهم أن ابنة أحد أصحاب الطحّان هي التي أسندت إليها التقاليد الشعبية هذا الدور المتمرد.

## إبهام ميلر
كجزء مهم من عمله، يقوم الطحان بأخذ عينات من الوجبة المطحونة التي تخرج من الفوهة بشكل متكرر من أجل الشعور بجودة المنتج وطبيعته. يقوم الطحّان بفرك الحبوب بين إبهامه وسبابته. بعد سنوات من القيام بذلك، يتغير شكل إبهام الطحّان ويصبح عريضًا ومسطحًا. هذا هو ما يعرف باسم "إبهام الطحّان".
تشير أقوال مثل "إنه يستحق إبهام الطحّان" و"الطحّان الصادق لديه إبهام ذهبي" إلى الربح الذي يحققه الطحّان نتيجة لهذه المهارة. يقال أن شكل إبهام الطحّان يشبه شكل رأس السمكة. يُطلق على سمكة الثور الأوروبية ( Cottus gobio )، وهي سمكة مياه عذبة، عادةً اسم إبهام الطحّان لهذا السبب.

## اسم العائلة
اسم ميلر  (المعروف أيضًا باسم ميلار) هو لقب شائع مشتق من اللقب الإنجليزي القديم ميلييير. يمكن العثور على الاسم، والعديد من المتغيرات الأخرى، على نطاق واسع في جميع أنحاء أوروبا، في بلدان مثل المملكة المتحدة، وأيرلندا والعديد من البلدان الأخرى في جميع أنحاء العالم.